# Komplettlösung
Eine Komplettlösung oder ein Walkthrough ist eine Anleitung zum erfolgreichen Spielen eines Computerspiels. Komplettlösungen werden als Artikel online oder in Computerspielezeitschriften veröffentlicht oder, häufig vom Hersteller des Spiels selbst in Auftrag gegeben, in ausführlicherem Heft- oder Buchformat verlegt. Ein Playthrough zeigt die Lösung eines Computerspiels in Form mehrerer Videoclips auf Videoplattformen wie YouTube.

## Beschreibung
Heutzutage beschränken sich Komplettlösungen nicht mehr auf das bloße Durchspielen der Spiele, sondern werden immer umfassender. So listen Komplettlösungen für Rollenspiele und Adventures beispielsweise oftmals detailliert auf, welche Charaktere der Spieler übernehmen kann, welche Fähigkeiten sie haben und wo man sie findet.
In englischsprachigen Zeitschriften und Internetplattformen findet man diese umfassenderen Spielehilfen innerhalb der FAQ zum Spiel. Lösungshilfen werden auch oftmals von gewöhnlichen Spielern erstellt, die diese beispielsweise selbst veröffentlichen oder an spezialisierte Internetseiten einsenden. Datenbanken mit Cheats und Komplettlösungen existieren mindestens seit den 1990er Jahren, wobei diese vor der Verbreitung des Internets auf Datenträgern verbreitet wurden.
Dazu kommen umfassende Listen mit allen Gegenständen, die man finden kann (sofern im Spiel vorhanden), und allen Zaubersprüchen mit Wirkungsweisen und in allen Varianten. Die Leser verlangen inzwischen auch immer detaillierte Erklärungen zu allen Nebenaufgaben, die nichts mit der Lösung des Hauptspiels zu tun haben.
Es gibt inzwischen für jedes Videospielgenre Komplettlösungen, die meistens sehr detailliert und verständlich formuliert sind.
Neben Komplettlösungen im Internet gibt es auch die sogenannten Offiziellen Lösungsbücher, die meist direkt vom Hersteller oder im Fachgeschäft bezogen werden können. Es handelt sich dabei um umfassende, aufwändig aufgemachte Werke mit Farbfotos, Tabellen, Artworks und übersichtlichen Landkarten für die Spielewelten. Zumeist gehen solche Bücher viel mehr in die spielerischen Details und durchleuchten das Spiel möglichst vollständig auf ihr spielerisches Potenzial und Betätigungsmöglichkeiten hin. Viele Spieler bevorzugen diese Art der Komplettlösung, da die Bücher übersichtlicher und gewöhnlich hübscher präsentiert sind. Solche Lösungsbücher, die als Begleitliteratur angesehen werden können, stehen damit dem Merchandise näher. Inzwischen sind Lösungsbücher auch bei Sammlern beliebt, da diese meist sehr kunstvoll gestaltet und auf hochwertigem Papier gedruckt sind.

### Playthrough
Mit der Verbreitung des Internets und dem Aufkommen von Videoportalen entstand ein neues Genre der Komplettlösungen, die Playthroughs. Hierbei wird das Lösen des Spieles oder Teile davon auf Video aufgezeichnet (meist mit Emulatoren und Screencast) und im Internet hochgeladen. Fließend ist dabei der Übergang zum Let’s Play.
Das möglichst schnelle Durchspielen eines Computerspiels wird Speedrun genannt. Das geschieht in verschiedenen Kategorien, wie einfach nur das Spiel bis zu den Credits durchzuspielen oder auch jedes Item des Spiels einzusammeln.